# Yaita
Yaita  (jap. 矢板市, -shi) ist eine Stadt in der Präfektur Tochigi in Japan.

## Geographie
Yaita liegt nördlich von Utsunomiya und südlich von Nasushiobara.

## Geschichte

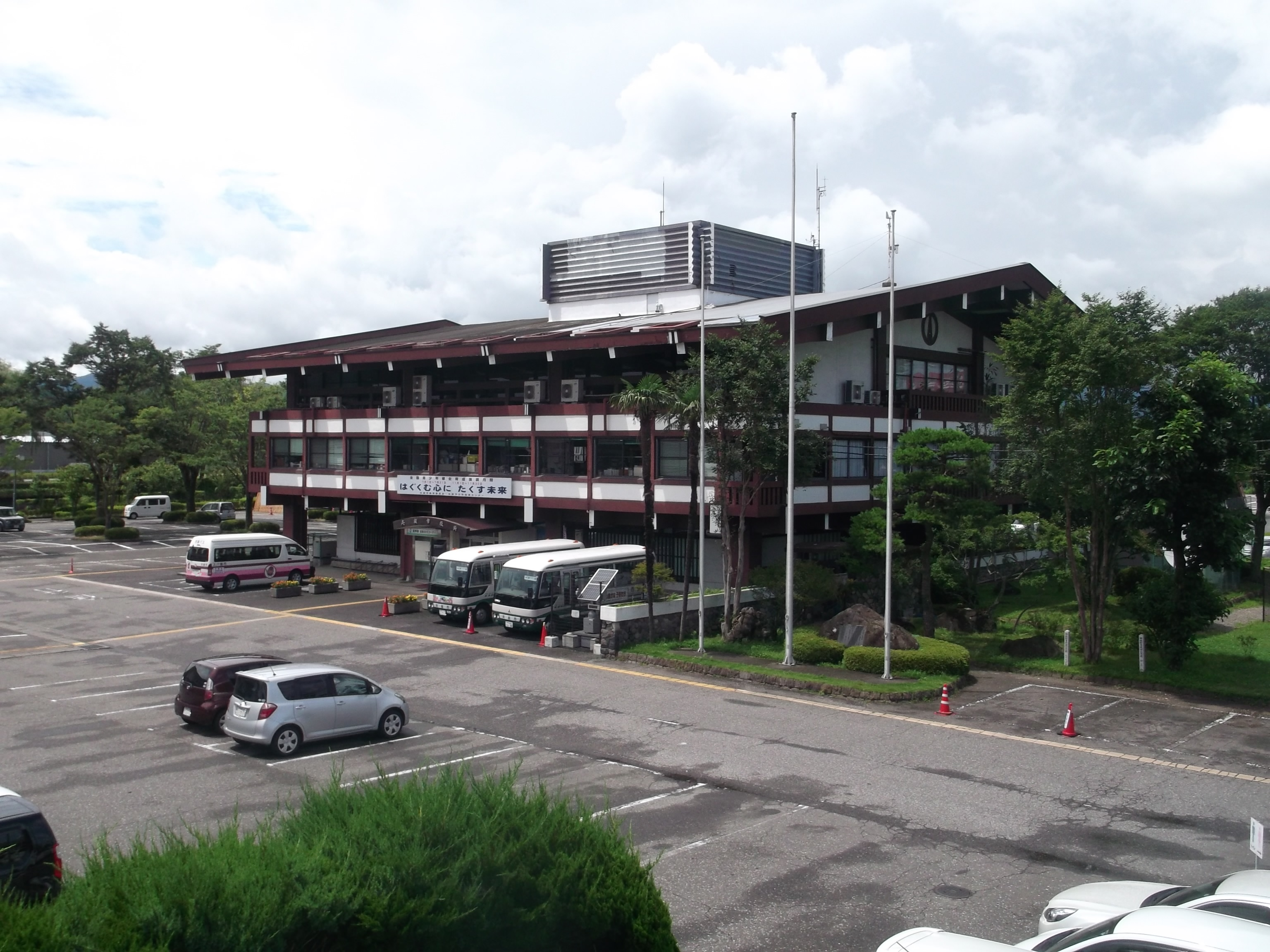
Rathaus der Präfektur Tochigi Yaita

Die Stadt Yaita wurde am 1. November 1958 gegründet.

## Verkehr
- Straße:
  - Tōhoku-Autobahn
  - Nationalstraße 4, nach Tokio oder Aomori
  - Nationalstraße 461
- Zug:
  - JR Tōhoku-Hauptlinie nach Tokio oder Aomori

## Angrenzende Städte und Gemeinden
- Nasushiobara
- Ōtawara
- Sakura
- Shioya

## Persönlichkeiten
- Kōhei Yamakoshi (* 1993), Fußballspieler